# Walc pożegnalny
Walc pożegnalny (Valčik na rozloučenou) – powieść Milana Kundery, napisana w języku czeskim 1972 roku, a po raz pierwszy opublikowana we francuskim przekładzie w 1976 roku w Paryżu u Gallimarda (pierwsze polskie wydanie: 1983). 
Akcja ma miejsce w staroświeckim uzdrowisku, fabuła zaś ma ilustrować metamorfozę współczesnego świata. 